# Шамахинський сафарі-парк

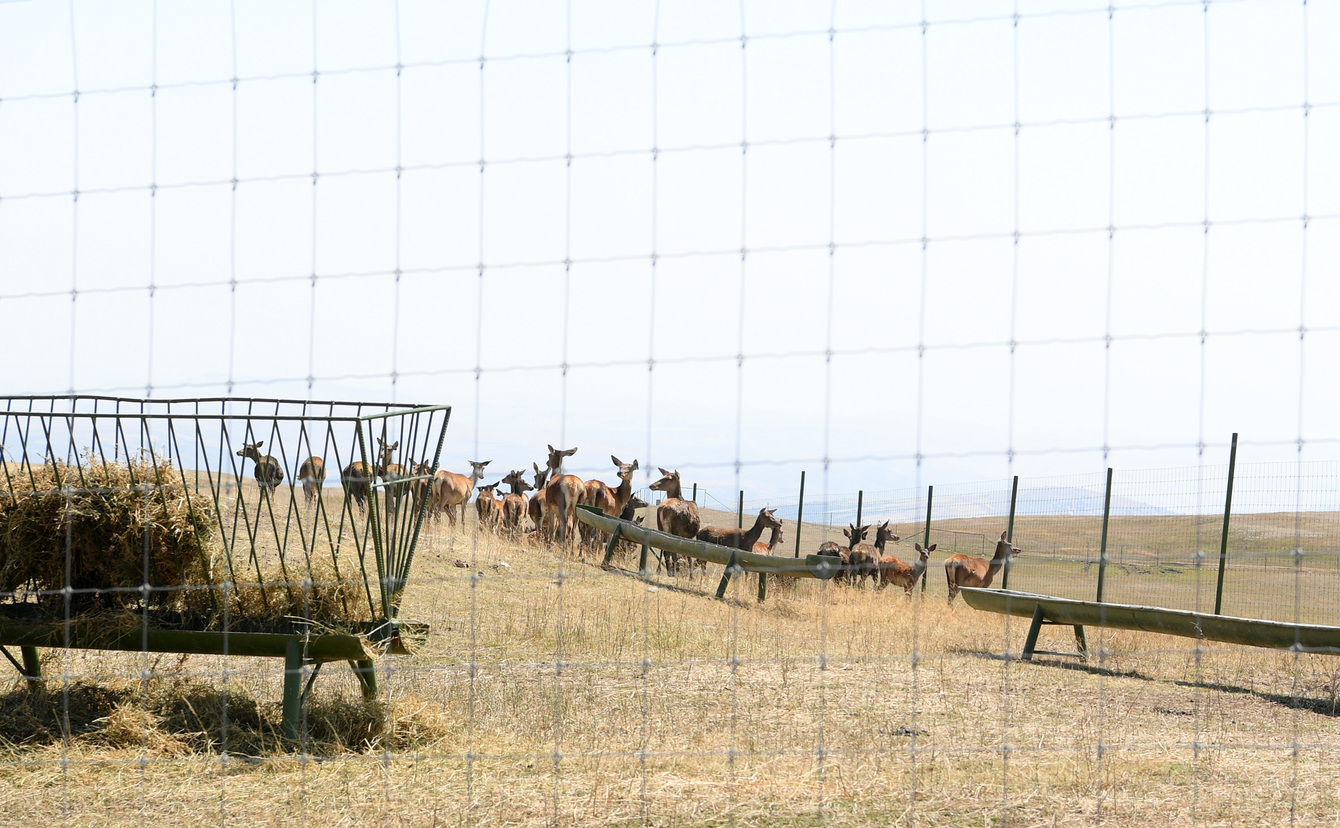
Олені в Шамахинському Сафарі парку

Сафарі-парк — це величезний парк, де люди можуть спостерігати за тваринами в дикій природі. Але це слово має кілька значень. По-перше, особливий вид полювання в нетрях Африки. Але спочатку «safari» на мові суахілі (Східна Африка) означало подорож. Сафарі-парк об'єднує всі ці поняття. Це також реабілітаційний центр для покалічених людьми тварин; це місце, де можна спостерігати за звірами в ландшафтних умовах, наближених до природних, пополювати на них з фоторушницею, знайомитися з куточком гірської природи.
Відкриття Шамахинського сафарі-парку відбулося 2 жовтня 2017 року.

## Опис
Відомо, що перший подібний парк був створений в Африці. В Азербайджані, екологічний заповідник для диких тварин знаходиться в Шамахинському районі, на території гірничо-лісистої місцевості під назвою Піргулу.

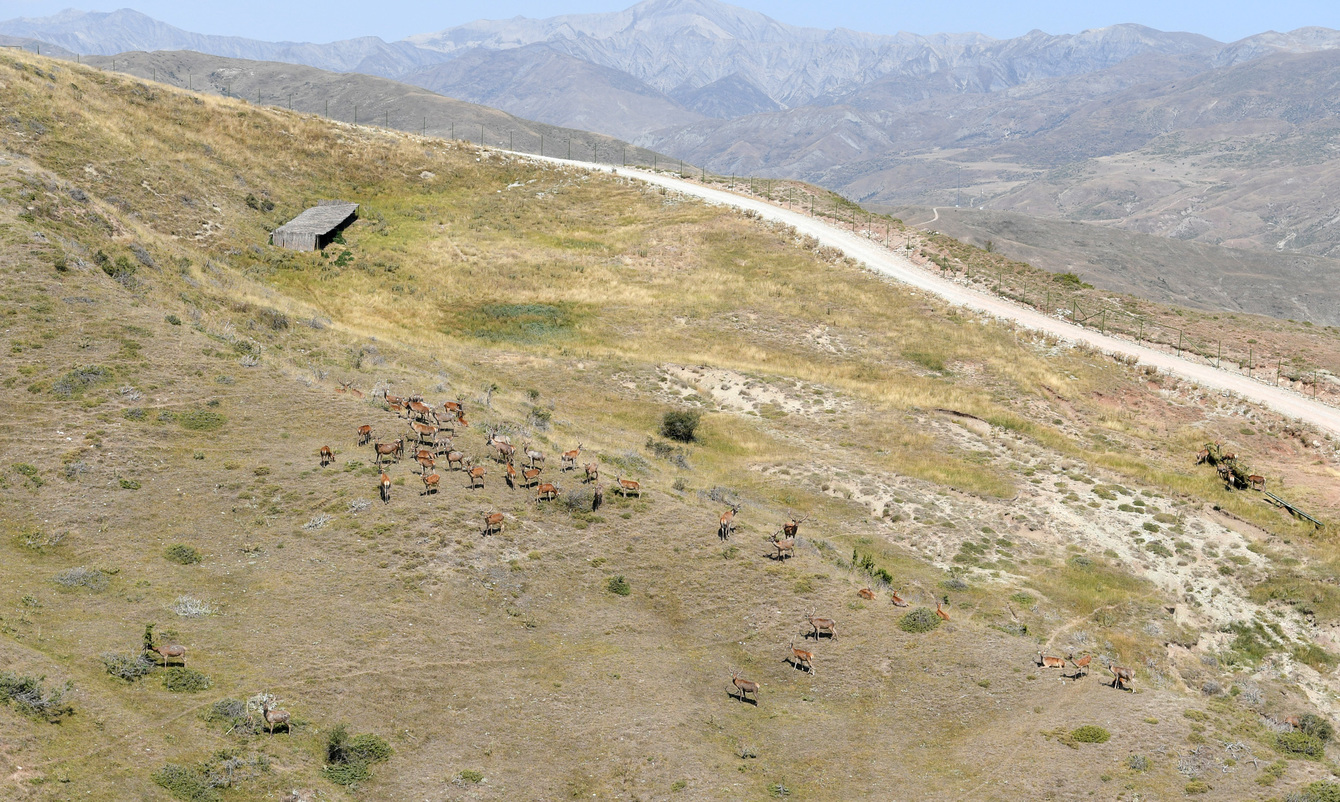
Вид зверху

Нині сафарі-парк займає 620 гектарів (включаючи 480 гектарів обгородженої території).
До парку з Латвії, Польщі, Словаччини, Чехії та Угорщини завезені 420 голів генетично цінних тварин трьох видів: благородні олені, муфлони, лані. В результаті проведеної селекції і ветеринарних заходів число цих тварин збільшилося майже вдвічі, і нині кількість тварин перевищує 1000. В даний час у парку налічується 790 тварин, в тому числі 260 благородних оленів, 250 муфлонів і 280 ланей. З метою захисту оленів, ланей і муфлонів від зовнішніх впливів та інфекційних захворювань побудовано 52-кілометрову огорожу. Крім того, у парку створено велику кількість природних укриттів для захисту їх від холоду, вітру, опадів у в ході різних сезонів.
Керівництво парку планує найближчим часом завезти до парку зубрів, поширених у лісах Центральної Європи і європейської частини Росії.
У той же час у парку було побудовано адміністративний будинок і гостьовий будинок.
В Азербайджані сафарі-парк створений з метою адаптації дикої популяції тварин до природи Азербайджану, але в свою чергу це також надає підтримку розвитку туризму на території країни.
В період з 2017 по 2020 роки Міністерство культури і туризму має забезпечити просування Сафарі-парку Шамахи.

## Тури
Шамахинський сафарі-парк і міністерство освіти Азербайджану уклали угоду, на основі якого з вересня 2018 року щотижня організовуються походи школярів до Сафарі-парку. Для школярів вхід безкоштовний.
З жовтня 2018 року також організовуються туристичні поїздки.